# OpenGL ES
OpenGL ES (Open Graphics Library for Embedded Systems) é uma API ou framework 2D/3D do tipo OpenGL, mantida pelo Khronos Group; ou seja, é uma subseção da API da biblioteca de gráficos tridimensionais OpenGL projetada para vídeo-game e sistemas embarcados (como celular e PDA). 

## Versões
Atualmente existem diversas especificações do OpenGL ES. A versão 1.0 foi projetada de acordo com a versão 1.3 do OpenGL, já a versão 1.1 é definida de acordo com a versão 1.5 do OpenGL e a versão 2.0 é baseada na versão 2.0 da biblioteca OpenGL.

Na criação da especificação de OpenGL ES muitas funcionalidades presentes na API original do OpenGL foram removidas e algumas poucas adicionadas. A duas maiores diferenças entre OpenGL e OpenGL ES são a remoção das chamadas glBegin-glEnd para desenhar primitivas (favorecendo o uso de vertex arrays) e a introdução do tipo numérico de ponto fixo para as coordenadas de vértices e atributos visando melhor suporte nos sistemas embarcados que normalmente não suportam o tipo numérico de ponto flutuante. Diversas outras funcionalidades foram removidas logo na primeira versão para produzir uma interface mais leve.

A versão 2.0 da biblioteca, lançada em Março de 2007, eliminou o pipeline convencional adotando o novo pipeline programável. Quase todo suporte a renderização utilizando funções da API em um pipeline estático foram removidas sendo então substituídas por shaders escritos pelo programador. Como resultado OpenGL ES 2.0 não é compatível com OpenGL ES 1a.1.

## Uso
- OpenGL ES 1.0 é a biblioteca de gráficos 3D padrão do sistema operacional Symbian OS.Esta com mais algumas funcionalidades da versão 2.0 e suporte à linguagem de shaders Cg é utilizado no Playstation 3 como uma de suas APIs oficiais (a outra é a biblioteca de baixo nível libgcm).
- OpenGL ES 1.1 é utilizada como a biblioteca de gráficos 3D do iPhone.
- OpenGL ES 2.0 é a versão para o Android 2.2 (Froyo e versões superiores),[2] será a biblioteca de gráficos 3D do console Pandora e, também foi escolhida para ser a versão do WebGL (o OpenGL para navegador web).

- OpenGL ES 3.0 é a versão para o Android 4.3 (API nível 18 e versões superiores).[2]
- OpenGL ES 3.1 é a versão para o Android 5 (API nível 21 e versões superiores).[2]
- OpenGL ES 3.2 é a versão para o Android 7.0 (API nível 24 e versões superiores).[2]

## Ver Também
- Computação gráfica

- GLFW
- GLSL
- GLU
- GLUT
- GLX

- LibGDX

- Mesa 3D

- Open Inventor

- Xgl

## Ligações Externas
- (em inglês) Website oficial
- (em inglês) Fóruns públicos
- (em inglês) Lista de dispositivos compatíveis com OpenGL ES